# Chiesa di Santo Stefano a Secciano
La chiesa di Santo Stefano a Secciano si trova nel comune di Calenzano, in località Secciano.

## Storia e descrizione
Documentata dal XIII secolo, ebbe dal Quattrocento il patronato della famiglia Ormanni, ma le modeste tassazioni ricevute attestano gli scarsi redditi della chiesa e ne giustificano lo spoglio aspetto attuale.
In seguito alla richiesta del parroco Giuseppe Lastrucci, la chiesa venne interamente restaurata nel 1825 senza alterare la struttura originaria ad una navata longitudinale, con copertura a capanna.
L'altare maggiore era ornato di un ciborio in terracotta invetriata della bottega di Benedetto e Santi Buglioni, ora posto nella vicina chiesa di San Pietro.